# Robert Stewart, I marchese di Londonderry
Robert Stewart, I marchese di Londonderry (27 settembre 1739 – Down, 6 aprile 1821), è stato un politico irlandese.
Il suo successo personale fu dovuto essenzialmente da matrimonio giudiziosi e dalla carriera politica rampante di suo figlio, il visconte Castlereagh (uno degli architetti degli Acts of Union, e segretario degli esteri britannico). Nel 1798 si conquistò una certa fama rifiutandosi di intercedere presso la Corona per James Porter, locale ministro presbiteriano, giustiziato come ribelle.

## Biografia

### Infanzia
Robert nacque il 27 settembre 1739, figlio primogenito di Alexander Stewart e di sua moglie Mary Cowan, figlia di Robert Cowan, governatore di Bombay. Suo nonno paterno, il colonnello William Stewart, aveva comandato una delle due compagnie di soldati protestanti che la città di Derry aveva ammesso all'ingresso nelle proprie mura quando William Stewart, I visconte Mountjoy vi venne insediato da Richard Talbot, I conte di Tyrconnell prima dell'inizio dell'assedio.
Prima ancora della nascita di Robert ed appena tre mesi dopo il suo matrimonio, la madre di Stewart ereditò la fortuna che il fratellastro, Robert Cowan, aveva acquisito ponendosi al servizio della Compagnia britannica delle Indie orientali come governatore di Bombay. Questa eredità permise ad Alexander Stewart di ritirarsi dal ramo del commercio del lino e di acquistare dei possedimenti terrieri. Nel 1743 acquistò sei tenute agricole e una grande residenza dalla famiglia Colville presso Newtownards e Comber nella contea di Down.
Robert Stewart crebbe di religione calvinista, e suo padre lo inviò con un tutore all'università di Ginevra, dove ebbe modo di studiare letteratura.

### Carriera politica

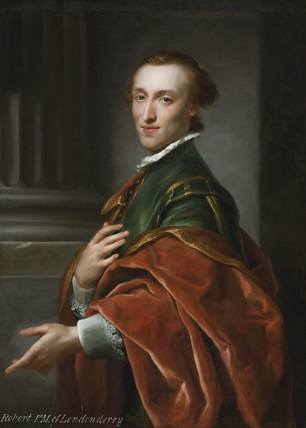
Robert Stewart ritratto da Anton Raffael Mengs

Venne eletto alla Camera dei comuni irlandese, nel 1771, come membro per Down, posto rimasto vacante per l'elevazione di Bernard Ward alla camera dei lords. Ebbe un notevole successo politico in questo periodo, in gran parte sostenuto dalla sua amicizia con John Wilkes e per la vicinanza al movimento dei volontari irlandesi.
Tra il 1775 e il 1783 visse a Bangor con la moglie, mentre suo padre viveva a Mount Stewart. Nel 1776 venne rieletto per la circoscrizione elettorale di Down, rimanendo in carica sino al 1783.
Stewart partecipò personalmente al corpo degli Irish Volunteers, una milizia armata costituita per mantenere l'ordine in Irlanda mentre le forze della corona erano impegnate nella rivoluzione americana. Dopo il raid di Belfast Lough da parte del pirata americano John Paul Jones nell'aprile del 1778, Stewart organizzò una compagnia di volontari a Newtownards composta da 115 uomini, ma venne ben presto coinvolto nel dibattito patriottico.
Alexander Stewart, morì il 2 aprile 1781 e Robert, come suo erede, dovette trasferirsi nella sede di famiglia presso Mount Stewart, presso Newtownards. Il 17 settembre 1782 venne incluso tra i membri del Consiglio Privato irlandese.
In quello stesso mese Stewart venne eletto presidente della seconda conenzione dei volontari dell'Ulster (perlopiù presbiteriani) a Dungannon.
Nel 1783 si candidò nuovamente per la circoscrizione di Down ma venne battuto dai suoi avversari.
Nel 1816 venne creato marchese di Londonderry.

### Primo matrimonio
Sposò, il 3 giugno 1766, Lady Sarah Frances Seymour-Conway (27 settembre 1747 - 20 luglio 1770), figlia di Francis Seymour-Conway, I marchese di Hertford, e di Lady Isabella Fitzroy. Ebbero un figlio:

### Secondo matrimonio
Sposò, il 7 giugno 1775, Lady Frances Pratt (1751 - 18 gennaio 1833), figlia di Charles Pratt, I conte di Camden, e di Elizabeth Jeffreys.

### Morte
Morì nel 1821.

## Discendenza
Dal primo matrimonio con Lady Sarah Frances Seymour-Conway nacque:
- Robert Stewart, II marchese di Londonderry (18 giugno 1769-12 agosto 1822)

Dal secondo matrimonio con Lady Frances Pratt nacquero otto figli:
- Lady Octavia Catherine Stewart (?-5 marzo 1819), sposò Edward Law, I conte di Ellenborough, non ebbero figli;
- Lady Matilda Stewart (?-3 ottobre 1842), sposò Michael Ward, ebbero due figli;
- Lady Georgiana Stewart (?-17 novembre 1804), sposò George Canning, I barone Garvagh, non ebbero figli;
- Lady Caroline Stewart (?-10 agosto 1865), sposò Thomas Wood, non ebbero figli;
- Lady Selina Stewart (?-5 febbraio 1871), sposò David Ker, ebbero un figlio;
- Lady Frances Anne Stewart (24 giugno 1777-9 febbraio 1810), sposò Charles FitzRoy, ebbero tre figli;
- Charles Stewart, III marchese di Londonderry (18 maggio 1778-6 marzo 1854);
- Lady Emily Jane Stewart (1789-18 ottobre 1865), sposò Henry Hardinge, I visconte di Lahore e Kings Newton, ebbero quattro figli.